# رود جیمز (داکوتا)
رود جیمز این رود در کشور ایالات متحده آمریکا است.
این در شهرستان ولز، داکوتای شمالی سرچشمه گرفته و پس از طی ۱٬۱۴۳ کیلومتر به رود رود میزوری در شهرستان ینکتون، داکوتای جنوبی میریزد.